# Ryus (Kansas)
Ryus  è un'area agricola della Contea di Grant nel Kansas, Stati Uniti d'America. Si trova dal lato nord-orientale di Sullivan  all'incrocio tra la Cimarron Valley Railroad e la K-190, a 22 km a sud est del capoluogo della contea, .